# São João da Fronteira
São João da Fronteira est une municipalité brésilienne située dans l'État du Piauí.